# Fuentes de Ropel
Fuentes de Ropel – gmina w Hiszpanii, w prowincji Zamora, w Kastylii i León, o powierzchni 48,73 km². W 2011 roku gmina liczyła 478 mieszkańców.